# دیگو گاریدو
دیگو گاریدو (انگلیسی: Diego Garrido؛ زادهٔ ۲۰ ژوئن ۱۹۸۴) بازیکن فوتبال اهل اسپانیا است.